# Монсамполо-дель-Тронто
Монсамполо-дель-Тронто (итал. Monsampolo del Tronto) — коммуна в Италии, располагается в регионе Марке, в провинции Асколи-Пичено.
Население составляет 4417 человек (2008 г.), плотность населения составляет 282 чел./км². Занимает площадь 15 км². Почтовый индекс — 63030. Телефонный код — 0735.
Покровителями коммуны почитаются Пресвятая Богородица (Madonna del Rosario), празднование во вторник после Пасхи, святая Теописта, празднование 14 июня, а также святой Мавр.

## Демография
Динамика населения:

## Администрация коммуны
- Официальный сайт: http://www.comune.monsampolodeltronto.ap.it/